# Цкакао
Цкакао (англ. Xakao) — сельский населённый пункт на северо-западе Ботсваны, на территории Северо-Западного округа.

## Географическое положение
Населённый пункт находится в северо-западной части округа, в районе дельты Окаванго, на расстоянии приблизительно 812 километров к северо-западу от столицы страны Габороне.

## Население
По данным официальной переписи 2001 года численность населения составляла 1049 человек.
Динамика численности населения Цкакао по годам:
| 2001  | 2013  |
| ----- | ----- |
| 1 049 | 1 357 |